# Gaston Da Costa
Pour les articles homonymes, voir Da Costa.
Gaston Da Costa, né le 15 décembre 1850 à Paris et mort le 11 décembre 1909, à Bois-le-Roi (Seine-et-Marne) , est un pédagogue, grammairien, journaliste, libraire, militant blanquiste pendant le Second Empire puis membre de la Commune de Paris et déporté de Nouméa (Nouvelle-Calédonie). Sous la Troisième République, il devient homme politique socialiste et adhère au Boulangisme.

## Biographie
Il est le frère de Charles Da Costa et le fils d'Eugène François Da Costa (1818–1888), professeur de mathématiques, et d'Adèle-Pauline Varenne.

### La Commune de Paris
Étudiant blanquiste, Gaston Da Costa embrasse à 20 ans la cause de la Commune de Paris. Substitut du procureur Raoul Rigault, qui assurait la direction de la police, il participe aux événements de la capitale jusqu'à la chute des insurgés.
C’est lui, accompagné d'Eugène Protot, qui fera exécuter la décision du Comité de Salut Public de destruction de l’hôtel particulier d'Adolphe Thiers. Devant l’hostilité de la foule, et la réticence des ouvriers réquisitionnés pour procéder à cette démolition, il porte les premiers coups de pioche aux cheminées du bâtiment, quand Protot brise les vitres de la véranda. Il fallut l’arrivée d’une compagnie des Vengeurs de Flourens pour disperser la manifestation hostile et que les ouvriers se mettent au travail. Arrêté à la Varenne Saint Hilaire en juin 1871, il est jugé en juillet 1872 pour « attentat ayant pour but de changer la forme du gouvernement, complicité d'assassinat, arrestations illégales avec menaces de mort ».

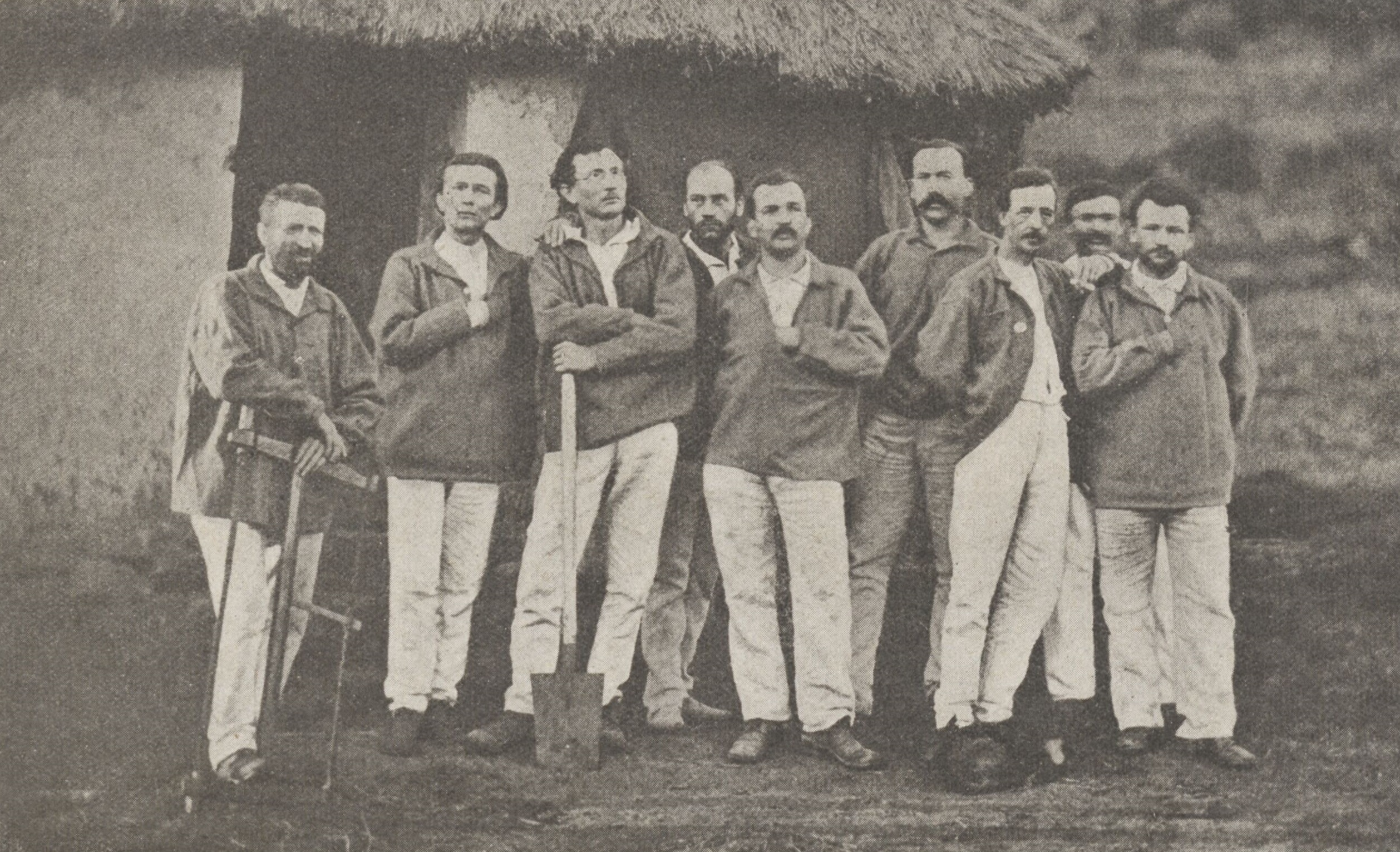
Gaston Da Costa (3ème en partant de la gauche) en déportation à la Presqu'île Ducos avec les communards Jean-Baptiste Lambert (1er en partant de la gauche), Emile Giffault (2ème en partant de la gauche), Alexandre Girault (4ème en partant de la gauche), etc.

Le conseil de guerre le condamne à mort. Après un pourvoi en révision qui confirme le premier jugement, et un recours auprès de la commission des grâces, Da Costa voit, en janvier 1873, sa peine commuée en travaux forcés à perpétuité au bagne de Nouvelle-Calédonie, où il est envoyé aussitôt.

### Après l'amnistie
Amnistié en 1880, il est rapatrié à bord de la Loire, qui arrive à Brest le 7 juin 1881, il s'occupe ensuite de questions scolaires. Proche des boulangistes de gauche en 1889, il partage ainsi les convictions d'Ernest Granger, d'Ernest Roche et d'Henri Rochefort en entrant au Comité central socialiste révolutionnaire. 
Lors de l'élection de 1896, il déclare: 
"Socialiste Nationaliste, je déclare que, fidèle au drapeau sous lequel j'ai toujours combattu, et sans m'arrêter aux conceptions seulement platoniques d'un internationalisme aujourd'hui irréalisable, je continuerai à défendre le travail national et les travailleurs français contre la concurrence de la main-d'œuvre étrangère sous toute ses formes." 
Il présente en 1904 ses souvenirs sur les évènements auxquels il a participé, en élargissant toutefois le point de vue jusqu'aux confins de l'analyse historique. Les trois tomes de La Commune vécue suscitent, trente ans après les faits, de multiples réactions dans l'opinion, de la part des opposants, mais aussi des anciens communards.

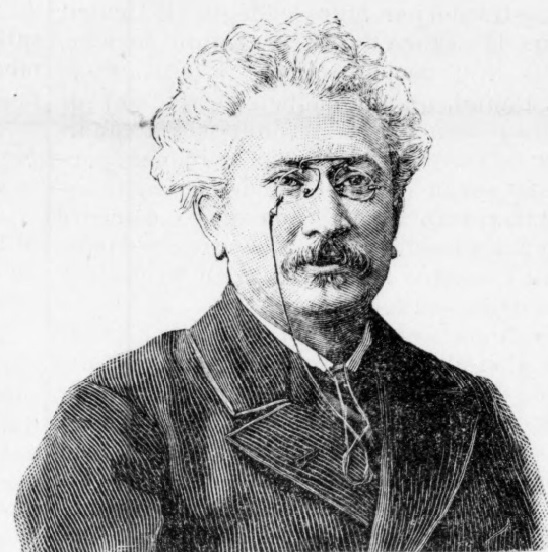
Gaston Da Costa en 1896

## Œuvres
- Nouvelle méthode d'enseignement de la grammaire française, édition revue et corrigée par Jeannin, Paris, 1894
- Mémoires d'un communard : 18 mars–28 mai 1871, La Commune vécue — En ligne : t. 1 ; t. 2 ; t. 3.
  - Mémoires d'un communard : 18 mars–28 mai 1871, La Commune vécue, Larousse, 2009, 383 p.  (ISBN 978-2-03-584835-2) — Version allégée en un tome.